# Гіперкальціємія
Гіперкальціємія — це збільшення концентрації кальцію у сироватці >2,75 ммоль/л (>11 мг/дл).
Легка гіперкальціємія (<3,0 ммоль/л) може протікати безсимптомно або з'являються симптоми хвороби, яка стала причиною гіперкальціємії. При помірній та важкій формі або при гіперкальціємії, яка швидко прогресує, з'являються симптоми гіперкальціємічного синдрому: порушення функції нирок (поліурія, гіперкальціурія, кальциноз та сечокам'яна хвороба), ШКТ (відсутність апетиту, нудота, блювота, закрепи, виразкова хвороба шлунка і дванадцятипалої кишки, панкреатит, жовчнокам'яна хвороба), серцево-судинні (артеріальна гіпертензія, тахікардія, аритмії, підвищена чутливість до серцевих глікозидів), нервово-м'язові симптоми (м'язова слабкість, підвищення сухожилкових рефлексів, транзиторне ураження м'язів обличчя), мозкові симптоми (біль голови, депресія, порушення орієнтації, сонливість, кома) і зневоднення.
Гіперкальціємічний криз: порушення свідомості, нудота, блювота, болі у животі, порушення серцевого ритму, поліурія та зневоднення, яке супроводжує тяжку гіперкальціємію (зазвичай >3,75 ммоль/л).